# Mygalea
La migalea (gen. Mygalea) è un mammifero eulipotiflo estinto, appartenente ai talpidi. Visse tra il Miocene inferiore e il Miocene medio (circa 22 - 12 milioni di anni fa) e i suoi resti fossili sono stati ritrovati in Europa.

## Descrizione
Questo animale doveva assomigliare molto, sia per aspetto che per dimensioni, agli attuali desman. I fossili conosciuti sono principalmente ossa delle zampe, ossa mascellari e denti. I denti erano meno alti e dotati di cuspidi meno appuntite rispetto a quelli dei desman attuali. I due primi premolari superiori erano semplici e a doppia radice, mentre gli ultimi due premolari erano dotati di tre radici. Il quarto premolare superiore era dotato di un cingulum antero-esterno, con una debole cuspide posteriore e un tallone interno dotato di una cuspide molto sviluppata. I molari erano invece dotati di un mesostilo bipartito, ma questa caratteristica era meno accentuata rispetto ai desman di oggi. La mandibola era robusta, con un forame mentale posteriore sotto il primo molare inferiore. Il terzo incisivo, il canino e il primo premolare erano piccoli, a radice singola. Il secondo e il terzo premolare erano dotati di due radici, mentre il quarto era dotato di un trigonide e di un talonide poco definiti e senza cingulum. Quest'ultimo era presente sui molari.
Le ossa delle zampe indicano una notevole somiglianza con le forme attuali.

## Classificazione
Il genere Mygalea venne istituito nel 1940 da Schreuder, sulla base di fossili ritrovati in terreni del Miocene medio di Francia e Germania. A questo genere sono state attribuite varie specie: M antiqua, M. jaegeri (vissuta anche nel Miocene inferiore) e M. magna (i cui fossili sono stati ritrovati anche in Repubblica Ceca).
Mygalea è un rappresentante arcaico dei Desmanini, un gruppo di talpidi dalle abitudini semiacquatiche. Altri desman fossili del Cenozoico sono Archaeodesmana e Gaillardia.